# 楠みゆう
楠 みゆう（くすのき みゆう、1998年〈平成10年〉10月7日 - ）は、日本のアイドル、グラビアアイドル、プロデューサー。東京都出身。ジュニアアイドル時代の名義は佐々木みゆう（ささきみゆう）、2022年以降は楪みゆう（ゆずりはみゆう）名義で活動。

## 略歴
2010年から2013年3月まで、佐々木みゆう名義でジュニアアイドルとして活動。芸能事務所アウトラン4871に所属していた。2013年5月26日のDVD発売イベントで引退を発表し、引退後は受験勉強に専念する意向を明かした。
2014年に楠みゆう名義で活動を再開し、「楠みゆうアイドルグループ結成プロジェクト」で公募したメンバーとアイドルグループ・Sweet★Pastelを結成。2015年6月に活動休止。この間ミスiD2015のセミファイナリストに入ったが、受賞はならなかった。
2016年1月に女子高生限定ユニット・反則実行委員会を結成し、同年7月に解散。同年の4月6日まで芸能事務所ミルキープロダクションに所属していた。2017年2月に自らメンバー兼プロデューサーとしてアイドルグループ・DollyKissを結成。2018年1月21日付で卒業。
2022年6月、DollyKissの元メンバーである小鳥遊もかと2人組ユニット・Adorableを結成し、楪みゆう名義で芸能活動を再開。同年8月より、女性アイドルグループ・SAI ²Riumのプロデュースを開始し、2023年7月から2024年1月まで、1/2Diaryのプロデューサーを務めた。

## 人物
兄が2人おり、父は小学校6年生の時に癌で他界しており、兄が父親代わりとして家族を支えていた。
元ジュニアアイドルの水沢えり子と誕生日が同じで（学年は水沢が1997年生まれで1年上）、大変仲が良い。水沢と同じ事務所で活動していたが、2012年6月に水沢がアウトラン4871を退社したため、その際にショックを受けたことをブログで明かしている。なお、2014年10月7日のTwitterにて水沢と現在も交友関係を持っていることと、水沢の近影を公表した。

## 出演

### テレビ
- 佐々木みゆうの東京どっかんTV（2012年10月 - 、エンタ!959）
- まじスク学園（2011年7月 - 、エンタ!371）

### インターネットTV
- 東京どっかん!（2011年 - 、odaibaTV）

### オリジナルビデオ
- 青春ラプソディ。ときめき夢少女（2011年11月18日、ホットトマトカム） - 星田祥子 役
- 青春ラプソディ。ときめきウォーターガール（2012年7月20日、ホットトマトカム）

### 雑誌
- クリーム（ワイレア出版）
- チューボー Chu→Boh No.→161
- moecco
- Preteen6

### 舞台
- アリスインプロジェクト「みちこのみたせかい[13]」（2016年5月5日 - 8日、西新宿・新宿村LIVE） - アイ 役[14]
- シズ☆ゲキ「ストライド」（2016年7月6日 - 10日、築地本願寺ブディストホール）[15]

## 音楽活動
- アイドルユニット･「TIM'E'」 いちご姫担当（メンバー：佐々木みゆう、水沢えり子、水野舞、清水ちか）
  - 1stシングル「CUTIE☆CUTIE」（発売レーベル：アテナ音楽出版）

## 作品

### DVD
単独
佐々木みゆう名義
- moecco vol.79「5時のチャイム」（2010年7月20日、タスクビジュアル）
- 純心美少女（2010年9月16日、アースゲート）
- moecco vol.87「可憐スクール少女」（2010年12月20日、タスクオフィス）
- あそぼっ!（2011年2月25日、エスデジタル）
- ラブドルコンプリート（2011年3月25日、ラブドルネット）
- SHININGSTAR! 「絶対美少女は天真爛漫」（2011年4月29日、メディアブランド）
- ハーフウェイ（2011年6月24日、ワイレア出版）
- キュンキュン（2011年8月5日、東京文化出版）
- kawaii（2011年9月2日、東京文化出版）
- 美少女チャレンジ（2011年10月7日、東京文化出版）
- ささみゆがいっぱい（2011年11月4日、東京文化出版）
- 天使の13才（2011年12月2日、東京文化出版）
- ねぇ…（2012年1月30日、エスデジタル）
- みゆうチンにぴっぴか（2012年2月3日、東京文化出版）
- みゆチンのひみつだよ〜!?（2012年3月2日、東京文化出版）
- ChamaDVD22「フルウェイ」（2012年3月30日、ワイレア出版）
- Pure smile（2012年4月20日、竹書房）ISBN 978-4812449103
- メルト（2012年6月20日、東京文化出版） [txi-001]
- おさないみゆうたん（2012年7月20日、東京文化出版）
- あこがれの妹（2012年8月3日、東京文化出版）
- JS→Premium Blu-ray BOX (2012年08月30日、エスデジタル) 「あそぼっ!」と「ねぇ…」の2作品に未使用映像+撮り下し映像を加えたもの
- みゆうの課外授業（2012年9月28日、エスデジタル）
- てぃ〜んあいどる（2012年10月5日、東京文化出版）
- 一緒に!（2012年11月28日、エスデジタル）
- SPECIAL BOX（2012年12月21日、東京文化出版）
- クラスメイト（2012年12月21日、竹書房）ISBN 978-4812492734[動画 2]
- ぜんぶ佐々木みゆうのMiyu→Boh(2012年12月30日、海王社)
- いってみゆう!（2013年1月18日、東京文化出版）[動画 3]
- みゆうの課外授業2（2013年2月27日、エスデジタル）
- →JC Premium Blu-ray BOX（2013年3月28日、エスデジタル）「みゆうの課外授業」「一緒に！」の２作品に未使用映像＋撮り下し映像を加えたもの
- まるみゆ（2013年4月26日、エスデジタル）
- みゆうの課外授業3（2013年6月28日、エスデジタル）
- SPECIAL BOX II（2013年7月19日、東京文化出版）
- SPECIAL BOX Ⅲ（2013年8月23日、東京文化出版）
- ずっと…だよ!（2013年8月27日、エスデジタル）
- Luxury Blu-ray BOX（2013年9月27日、エスデジタル）
- PERFECT/MIYUU（2013年10月31日、ベルウッド）
- みゆうの課外授業4（2013年11月28日、エスデジタル）
- みゆうの課外授業5 卒業（2014年2月27日、エスデジタル）
- Luxury Blu-ray BOX 2 ～卒業記念～（2014年3月28日、エスデジタル）

楠みゆう名義
- ただいま。楠みゆうです!（2014年7月25日、エスデジタル）
- JK-I（2014年9月26日、エスデジタル）
- 「16歳になりました。」（2014年12月26日、エスデジタル）
- Libra〜恋知る頃に…。（2015年3月20日、ラインコミュニケーションズ）
- Milky way（2015年6月26日、エスデジタル）
- Pink opal（2015年10月30日、エスデジタル）
- FINAL MOVIE（2015年12月25日、グラッソ）[1]

複数
- Pure teen（2011年3月25日、東京文化出版）共演：山田りかこ
- Pure teen（2011年7月15日、東京文化出版）共演：水沢えり子
- 東京どっかん vol.1（2011年10月7日、エンジェル）共演：末永みゆ、水波メイカ、水沢えり子
- ガールズトーク vol.1（2011年11月4日、渋谷ミュージック）共演：末永みゆ、水波メイカ、水沢えり子
- 東京どっかん vol.2（2011年11月18日、エンジェル）共演：芹沢南、水野舞、香坂まや、高岡未來
- ときめき夢少女イメージ編 青春夢少女10人～膨らんだ風船、突っついて（2011年12月16日、ホットトマトカム）共演：水沢えり子・辻環瑛・森彩・菊池麻里・根岸紗菜・榊夏海・飯村貴子・高橋未奈・浜田美沙樹
- Pure teen 佐々木みゆう&水野舞（2012年1月6日、東京文化出版）共演：水野舞
- 東京どっかん vol.3（2012年3月30日、エンジェル）共演：佐々木みゆう、水沢えり子、水野舞、清水ちか、吉岡なつき
- Pure teen（2012年5月4日、東京文化出版）共演：清水ちか
- 青春ラプソディ。ときめきウォーターガール(2012年7月20日、ホットトマトカム) 共演：東海林藍、佐々木みゆう、水沢えり子、清水ちか、吉岡なつき、山田りかこ、水野舞、宮田飛鳥
- 青春ラプソディ。イメージ編 虹色スマイル キミにときめき、胸が張りさけそう!（2012年8月18日、ホットトマトカム）共演：東海林藍 他
- Pure teen（2013年4月30日、東京文化出版）共演：沢口あゆみ
- Cream Super Best 2013（2014年1月31日、ベルウッド）共演：水城るな・青井こはる・清水ちか・相澤はな・水野舞・東海林藍・沢井ゆり・中沢ひめか

## 書籍

### 写真集
- 制服少女 マルチアングルポーズ集（2011年12月21日、新紀元社） ISBN 978-4775309797
- miyuu（2011年12月25日、彩文館出版、撮影：加納典譲、飯野雅也、篠原潔、ナカムラミツヒロ）ISBN 978-4775605134
- MIYUU TIME（2012年8月2日、三和出版、撮影：飯野雅也）ISBN 978-4776908692
- ぜんぶ佐々木みゆうのMiyu→Boh（2012年11月30日、海王社）
- Pure teeen TIME（2013年2月26日、三和出版）ISBN 978-4776909699
- ラブリージュース-みゆう100%- （2013年3月25日、彩文館出版）ISBN 978-4775605363
- ただいま！ 楠みゆう写真集（2014年8月20日、三和出版）ISBN 978-4776912156
- see　you！！　KUSUNOKI　MIYUU　PHOTOBOOK（2015年12月、彩文館出版）ISBN 978-4775605714

### 動画
1. ↑  【サプライズ企画】SAI²Rium／ プロデューサーに誕生日プレゼント贈ってみた!～後編～ - YouTube（2022年11月30日）2023年11月11日閲覧。
2. ↑  ラムタラ MEDIA WORLD AKIBA 佐々木みゆう「クラスメイト」イベント終了コメント - YouTube（2013年1月20日）2023年11月11日閲覧。
3. ↑  アイドルチェック! 中学生アイドルの佐々木みゆう、砂漠で撮ったセーラー服が見どころです - YouTube（2013年2月22日）2023年11月11日閲覧。